# Colibri à bec noir
Trochilus scitulus
Espèce
Statut de conservation UICN

 LC  : Préoccupation mineure
Statut CITES
Le Colibri à bec noir (Trochilus scitulus) est une espèce de colibris (famille des Trochilidae) endémique de Jamaïque. On le trouve dans l'est de l'île. Il était anciennement considéré comme une sous-espèce du Colibri à tête noire (Trochilus polytmus).

## Habitat
Ses habitats sont les forêts tropicales et subtropicales humides de basses et hautes altitudes mais aussi les plantations agricoles et les zones urbaines.

Carte de répartition de l'espèce